# Огр

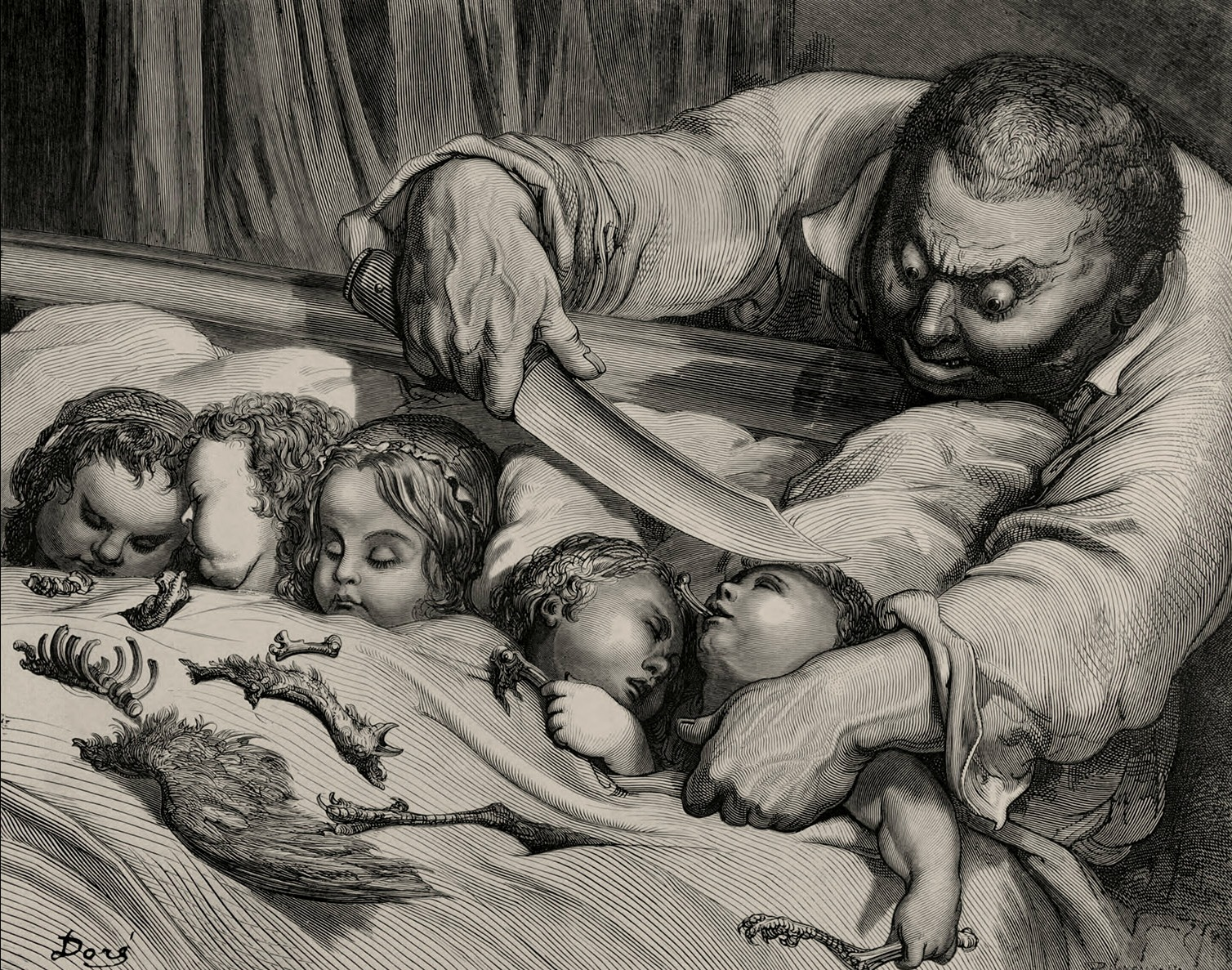
Огр убиває своїх дочок на ілюстрації Гюстава Доре до казки «Хлопчик-мізинчик», 1862 р.

Огр (фр. ogre) — в кельтській міфології злий потворний велетень-людожер. Часто до огрів зараховуються аналогічні персонажі міфології та фольклору інших народів.

## Етимологія
Слово «огр» у найраніших зафіксованих формах має написання «hogre» в англійській мові (1713 року в перекладі «Арабських ночей» з французької) та «ogre» в французькій (1697 року в «Казки матінки моєї Гуски»). Французьке слово імовірно походить від діалектного італійського «orco» — демон, чудовисько, що в свою чергу утворене від латинського «Orcus» — бог Орк (інше ім'я Плутона).
Також існує версія походження слова «огр» у формі «ogur» з Візантії. В цьому випадку «огр» буквально означає «угорець». Припускається, що тут відбулося змішання образу угорців з гунами, що мали репутацію кровожерливого народу. Подібну назву «обри» в слов'ян мали авари, що нападали на землі Візантійської імперії і слов'ян. За іншою версією, слово утворилося від «yggr» («володар смерті») — одного з титулів скандинавського бога Одіна.

## Образ і заняття

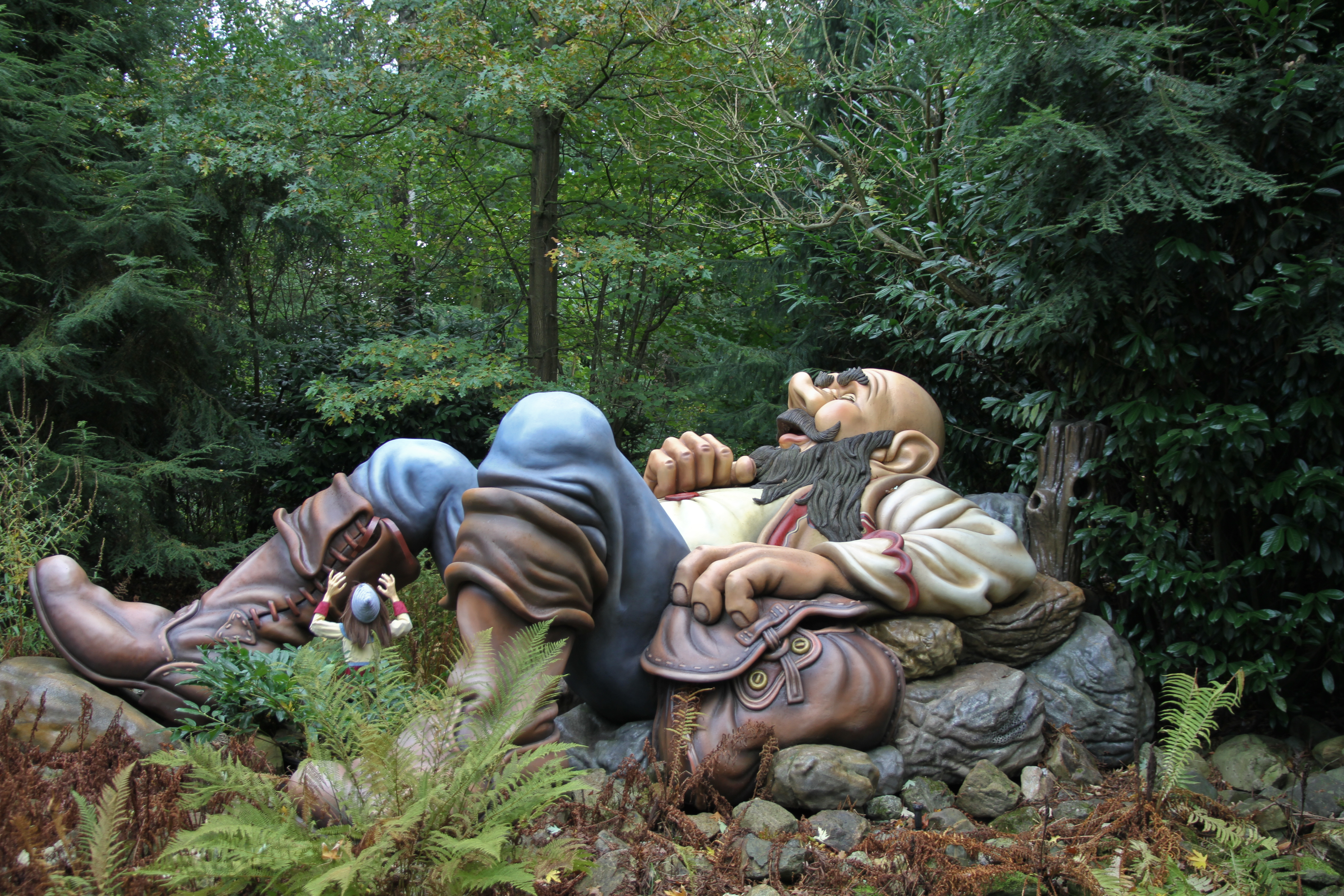
Скульптура огра в парку «Ефтелінг», Нідерланди

Типовий образ огра — це велика волохата людиноподібна істота з великою головою. Огри запальні та жорстокі, озброєні довбнею. В казках вони нерідко зажерливі, володіють великими багатствами та магічними предметами. Часто в них немає імен. Здебільшого огри живуть у темних місцях, у лісах, рідше в житлах, як люди. Їхнє помешкання віддалене від людських поселень, а якщо огри живуть неподалік, то відлюдькуваті. В Шотландії вірили, що ці істоти населяють окрему країну Огрленд.
В скандинавському фольклорі огри та тролі можуть бути назвами тих самих істот. В Йоркширі огри — це виражено велетні. В ірландському фольклорі огри бувають двоголовими, або в них палаюча паща. Часом огр виглядає, як людина, проте його видає потворна частина тіла: голова, ніс, паща, ноги. В ірландському фольклорі огр також може мати голову чи хвіст тварини. Італійські огри частіше дикі, лісові жителі з явними потворними рисами. Натомість французькі можуть мати звичайний людський вигляд і жити, як люди, але надмірно жадібні та жорстокі. Ограм може приписуватися величезний вік або потворність, пов'язана зі старістю. Наприклад, повіки огра не піднімаються самі, і їх треба підпирати (див. також Вій).
Огри часто фігурують в казках, де поїдають дітей, причому як людських, так і часом власних. Нерідко їхній образ нагадує циклопів, огри велетенські, володіють певним багатством, здебільшого чоловіки, і попри їхню величезну силу, легко піддаються обману та хитрощам. В казках огри можуть перетворюватися на тварин, як наприклад у казці про Кота в чоботях. В деяких текстах згадуються жінки огрів — велетенські та потворні, які проте можуть звабити чоловіка, зачарувавши його словами. Іноді вони обмежені певними правилами, наприклад, не можуть перейти потік води, не терплять сонячного світла, чи зобов'язані виконати наказ того, хто зуміє їх перемогти. В цих рисах огри нагадують японських оні чи індійських ракшасів. Примітно, що в казках жінки огрів (дружина, сестра, бабуся, служниця) можуть таємно допомагати людям. В огрів може бути таємниця, вивідати яку допомагає дерево чи птах.
В класифікації казок Аарне-Томпсона під назвою огрів об'єднано подібних персонажів казок різних народів світу. Виділяються такі мотиви, як: персонаж стає свідком дикунських звичаїв огрів; огр викрадає і/або зжерає дитину; порятунок від огра; огр зжерає прекрасну дівчину, щоб отримати її красу; людська дитина, вихована ограми, стає людожером; огр узурпує замок; огр, здатний перетворюватися на тварин; домашня тварина виявляється огром; дитина переховується в житлі огра; огра вбивають зброєю, змушують перетворитися на слабку тварину, чи ув'язнюють.
Огри фігурують у таких казках, як «Хлопчик-мізинчик», «Спляча красуня», «Кіт у чоботях», «Велетень-себелюбець».

## Трактування образу
Типовий сюжет за участю огра подібний до міфу про пожирання Кроносом власних дітей, якого обманула Гея. Також огри мають паралелі з давньогрецькими титанами та давньоскандинавськими йотунами. Всі ці істоти вирізняються великими розмірами та прагненням знищити молодше покоління через страх, що діти виростуть і знищать їх самих. Таким чином, огри, попри те, що наводять жах на людей, самі бояться стати їхньою жертвою. В цьому полягає відмінність огрів від іншого поширеного казкового людожера — вовка. Якщо вовк їсть людей через голод, який може бути втамований, то голод огрів постійний, адже в його основі не тілесна потреба їсти, а цілеспрямовано винищити те нове, що загрожує усталеному ладу.
В ограх уособлюється найдавніший страх людей — страх цілковитого знищення. Людожерство — це не лише знищення тіла; пожираючи людину, огр робить її частиною себе, тим самим знищує її ідентичність. Тому огри крім власне людожерства мають типові риси зла: великий розмір і потворність. Огру передаються найнебажаніші людські риси, з огляду на що і місце ограм відводиться за межами освоєного людьми простору.

## У масовій культурі

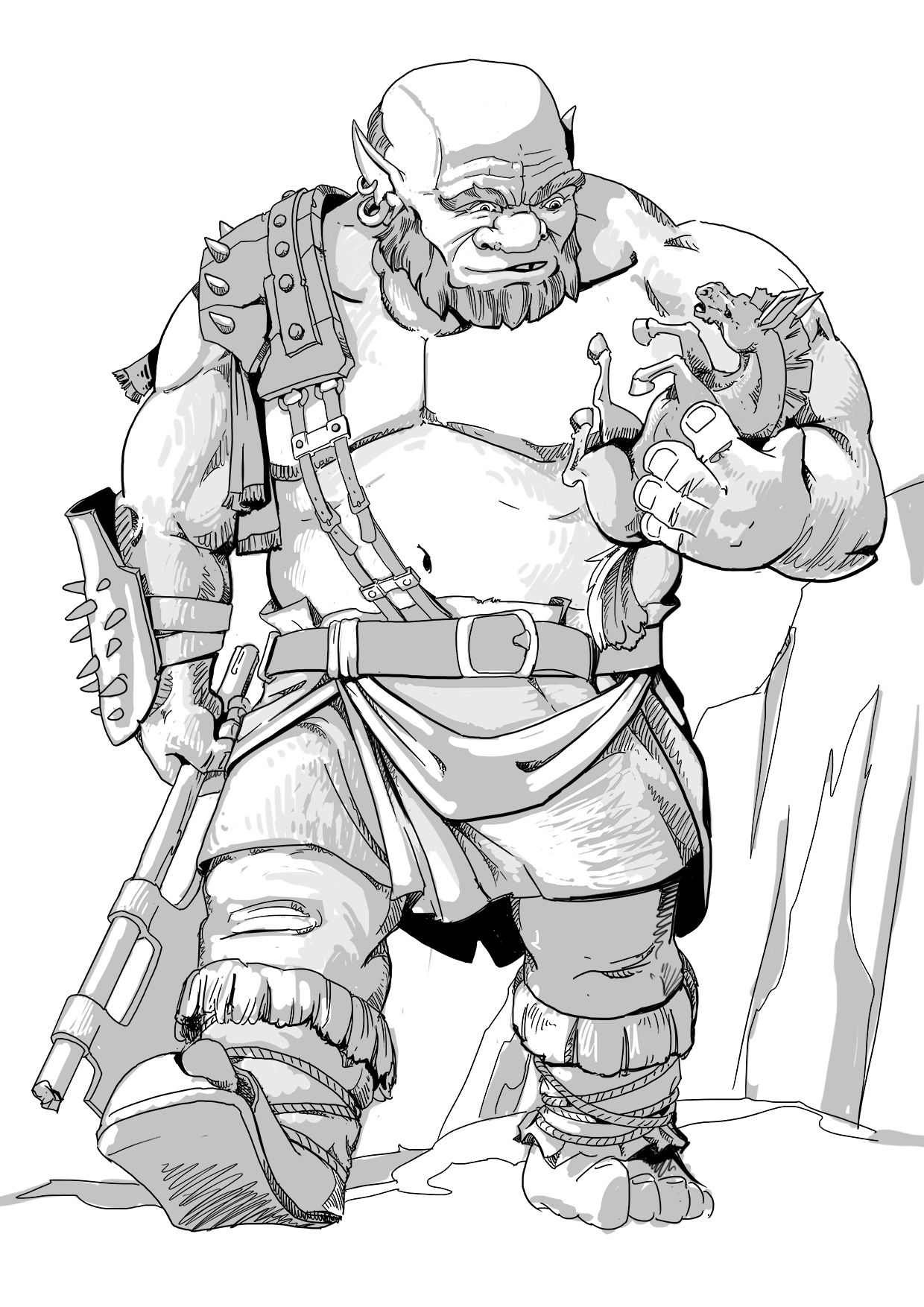
Фентезійний огр з Dungeons & Dragons

Огри часто виступають метафорою людини, що вчиняє насилля, або тирана, що володіє певними благами, експлуатує їх. У переносному значенні огр — жорстока, груба, потворна людина.
Ці істоти здобули значне поширення в фентезійних настільних і відеоіграх. У Dungeons & Dragons, Warhammer Fantasy Battle і Warhammer: Age of Sigmar, Pathfinder вони мають традиційніший вигляд грубих потворних велетнів. У RuneQuest огри навпаки привабливі зовні, проте користуються цим, щоб приманювати жертв. У Warhammer 40,000 є огріни — підвид людей, який вирізняється кремезністю, силою та слабким інтелектом, натомість огріни вірні своїм командувачам. Огри фігурують у відеоіграх, заснованих на цих настільних іграх, а також у відеоіграх серій The Elder Scrolls, EverQuest, Final Fantasy, Heroes of Might and Magic, King's Bounty, Warcraft.
Деконструкція образу огра відбулася в казці про Шрека (1990) та однойменному мультфільмі (2001). Тут він вайлуватий і зелений, живе на самоті на болоті в околицях міста-держави, населеного істотами з різних європейських казок і легенд. Людей він не їсть, але задоволений тим, що про огрів побутує багато страшних чуток.